# Beata Szebesczyk
Beata Joanna Szebesczyk – polska pianistka, kameralistka i pedagog.
Absolwentka Akademii Muzycznej im. Fryderyka Chopina w Warszawie (klasa fortepianu prof. Jerzego Romaniuka oraz klasa kameralistyki fortepianowej prof. Mai Nosowskiej). Wykładowca Studium Pieśni na tej uczelni (obecnie UMFC), doktor habilitowana. Pianistka-akompaniatorka m.in. na Międzynarodowym Konkursie Sztuki Wokalnej im. Ady Sari i Festiwalu Polskiej Pieśni Artystycznej w Warszawie. Występowała m.in. na Międzynarodowym Festiwalu Chopinowskim w Mariańskich Łaźniach oraz na festiwalach w Dreźnie, Dusznikach-Zdroju, Nowym Mieście (Czechy) i Rydze. Brała udział (obok Anety Łukaszewicz, Krystyny Makowskiej-Ławrynowicz oraz Michała Sławeckiego) w nagraniu płyty Stanisław Moryto – Pieśni (Musica Sacra Edition) nominowanej do Nagrody Muzycznej Fryderyk 2008 w kategorii Album Roku Muzyka Współczesna.
W 2024 roku została odznaczona Srebrnym Krzyżem Zasługi.